# G.N.
G.N. è il quarto album da studio di Gianna Nannini, pubblicato nel 1981 su etichetta Dischi Ricordi.

## Descrizione
La cantautrice toscana considera il disco come una sintesi dei suoi primi quattro album e come «...il film di una giornata non-stop, come un insieme di flash emozionali che si alternano nella vita di tutti i giorni».
L'album è stato scritto e composto interamente dalla Nannini, sotto la produzione di Roberto Cacciapaglia, musicista e compositore milanese.
Lo stesso anno, la Nannini inizia a lavorare col manager svizzero Peter Zumsteg e con lui fonda la sua etichetta "Gienne"; da questo momento le major discografiche si occuperanno solo di distribuzione, lasciando al suo team la produzione artistica.

## Tracce
1. Vieni ragazzo – 3:47
2. Nessuna direzione – 3:53
3. Bi-bip – 3:02
4. Uò-Uò – 5:30
5. Occhi aperti – 3:40
6. Autostrada – 3:57
7. Come un treno – 4:26
8. Stop – 3:25

Durata totale: 31:40

## Formazione
- Gianna Nannini – voce
- Gianni Dall'Aglio – batteria
- Claudio Golinelli – basso
- Francesco Nizza – batteria
- Stefano Previsti – tastiera
- Tony Soranno – chitarra